# Iuka (Kansas)
Iuka és una població dels Estats Units a l'estat de Kansas. Segons el cens del 2000 tenia 185 habitants.

## Demografia
Segons el cens del 2000, Iuka tenia 185 habitants, 78 habitatges, i 60 famílies. La densitat de població era de 117,1 habitants/km².
Dels 78 habitatges en un 29,5% hi vivien nens de menys de 18 anys, en un 73,1% hi vivien parelles casades, en un 5,1% dones solteres, i en un 21,8% no eren unitats familiars. En el 20,5% dels habitatges hi vivien persones soles el 9% de les quals corresponia a persones de 65 anys o més que vivien soles. El nombre mitjà de persones vivint en cada habitatge era de 2,37 i el nombre mitjà de persones que vivien en cada família era de 2,74.
Per edats la població es repartia de la següent manera: un 22,2% tenia menys de 18 anys, un 7% entre 18 i 24, un 28,1% entre 25 i 44, un 25,9% de 45 a 60 i un 16,8% 65 anys o més.
L'edat mediana era de 41 anys. Per cada 100 dones de 18 o més anys hi havia 97,3 homes.
La renda mediana per habitatge era de 41.250 $ i la renda mediana per família de 43.125 $. Els homes tenien una renda mediana de 38.125 $ mentre que les dones 19.722 $. La renda per capita de la població era de 21.462 $. Cap de les famílies estaven per davall del llindar de pobresa.

## Poblacions properes
El següent diagrama mostra les poblacions més properes.